# Spektrale Leistungsdichte

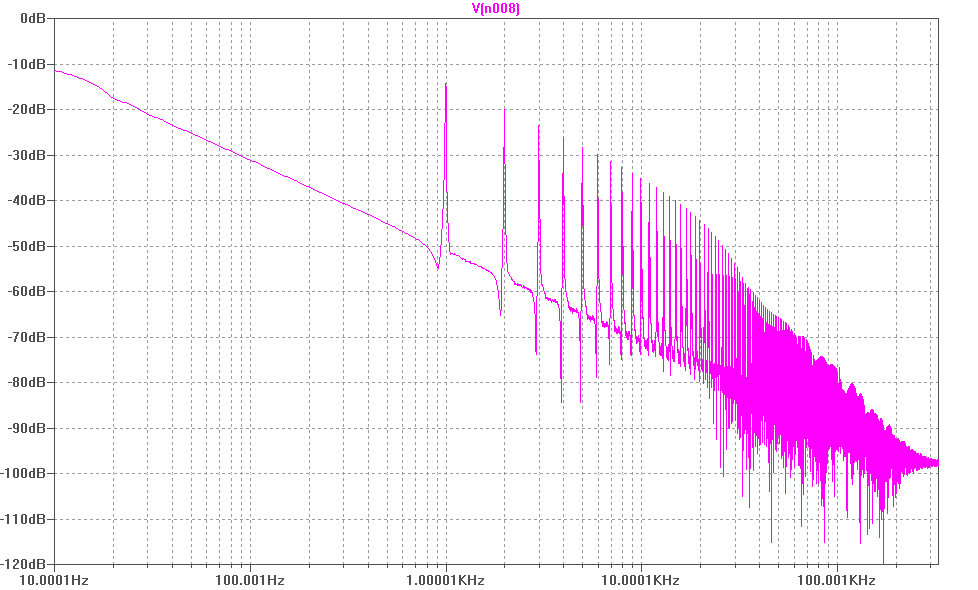
Leistungsdichtespektrum eines Signals

Die spektrale Leistungsdichte einer Strahlung oder eines Signals ist definiert als die Leistung, die auf eine bestimmte Bandbreite von Frequenzen oder Wellenlängen entfällt, dividiert durch diese Bandbreite, wobei die Bandbreite immer schmaler, also infinitesimal klein, zu wählen ist. Die spektrale Leistungsdichte ist damit eine mathematische Funktion der Frequenz bzw. der Wellenlänge. In der Frequenzdarstellung hat sie die Dimension Leistung · Zeit (z. B. in Einheiten Watt/Hertz oder dBm/Hz). In der Wellenlängendarstellung hat sie die Dimension Leistung / Länge. Das Integral der spektralen Leistungsdichte über alle Frequenzen bzw. Wellenlängen ergibt die Gesamtleistung der Strahlung bzw. des Signals.
Die spektrale Leistungsdichte wird oft einfach als Spektrum bezeichnet, in der Darstellung über der Frequenzachse auch als Leistungsdichtespektrum (LDS) oder Autoleistungsspektrum (engl.: Power-Spectral-Density (PSD), auch Wirkleistungsspektrum). 
Handelsübliche Spektralanalysatoren für elektrische Signale zeigen nicht das mathematisch definierte Leistungsdichtespektrum exakt an, sondern das über die vorgewählte Bandbreite (engl.: resolution bandwidth (RBW)) gemittelte Leistungsdichtespektrum.

## Allgemeines und Definition
Da für stationäre stochastische Prozesse {\displaystyle f(t)} im Allgemeinen weder die Energie {\displaystyle \|f\|_{2}^{2}} noch die Fouriertransformierte {\displaystyle F{\big (}f{\big )}(\omega )} im klassischen Sinn existieren, liegt es nahe, zeitlich begrenzte Anteile {\displaystyle f_{T}(t)=f(t)} für {\displaystyle |t|\leq T} und {\displaystyle 0} sonst zu betrachten.
Nach der Formel von Plancherel gilt
{\displaystyle {\frac {1}{2T}}\int \limits _{\mathbb {R} }|f_{T}(t)|^{2}\mathrm {d} t={\frac {1}{2T}}\int \limits _{\mathbb {R} }|F(f_{T})(\omega )|^{2}\mathrm {d} \omega }
Falls die mittlere Signalleistung
{\displaystyle r_{XX}(0):=\lim \limits _{T\to \infty }{\frac {1}{2T}}\int \limits _{-T}^{T}|f(t)|^{2}\mathrm {d} t}
existiert, existiert auch die rechte Seite obiger Formel und als spektrale Beschreibung der Leistung kann man die Spektrale Leistungsdichte definieren (falls der Grenzwert existiert) als
{\displaystyle S_{XX}(\omega ):=\lim \limits _{T\to \infty }{\frac {1}{2T}}|F(f_{T})(\omega )|^{2}}
Für jedes endliche {\displaystyle T} heißt die Größe {\displaystyle {\text{Per}}_{T}(\omega ):={\frac {1}{2T}}|F(f_{T})(\omega )|^{2}} das Periodogramm von {\displaystyle f}. Es stellt einen Schätzwert der Spektralen Leistungsdichte dar, dessen Erwartungswert aber nicht {\displaystyle S_{XX}(\omega )} entspricht (nicht erwartungstreu) und dessen Varianz auch für beliebig große {\displaystyle T} nicht verschwindet (nicht konsistent).

## Eigenschaften und Berechnung
Gemäß dem Wiener-Chintschin-Theorem wird die spektrale Leistungsdichte oft als Fouriertransformierte der zeitlichen Autokorrelationsfunktion {\displaystyle r_{xx}(t)} des Signals gegeben:
{\displaystyle S_{XX}(\omega )={\frac {1}{\sqrt {2\pi }}}\,F(r_{xx})(\omega )={\frac {1}{2\pi }}\int _{-\infty }^{\infty }r_{xx}(t)e^{-i\omega t}\mathrm {d} t}
Dabei ist
{\displaystyle r_{xx}(t)=\lim _{T\to \infty }{\frac {1}{2T}}\int _{-T}^{T}f(\tau )\;{\overline {f(t+\tau )}}\mathrm {d} \tau }
die Autokorrelationsfunktion des zeitlichen Signals {\displaystyle f(t)}.
Für Rauschsignale, allgemein für Prozesse, muss die Ergodizität vorausgesetzt werden, die es erlaubt, Eigenschaften der Zufallsvariablen wie den Erwartungswert aus einer Musterfunktion zu bestimmen. In der Praxis kann nur ein endliches Zeitfenster betrachtet werden, weshalb man die Integrationsgrenzen einschränken muss. Nur für eine stationäre Verteilung hängt die Korrelationsfunktion nicht mehr von der Zeit {\displaystyle t} ab.
Das Autoleistungsdichtespektrum ist gerade, reell und positiv. Dies bedeutet einen Informationsverlust, der eine Umkehrung dieser Prozedur verhindert (Irreversibilität).
Wird ein (Rausch-)Prozess mit Leistungsdichtespektrum {\displaystyle S_{XX}(\omega )} über ein lineares, zeitinvariantes System mit Übertragungsfunktion {\displaystyle H(\omega )} übertragen, so ergibt sich am Ausgang ein Leistungsdichtespektrum von
{\displaystyle S_{YY}(\omega )=|H(\omega )|^{2}\cdot S_{XX}(\omega ).}
Die Übertragungsfunktion geht quadratisch in die Formel ein, da das Spektrum eine Leistungsgröße ist. Das bedeutet, dass z. B. {\displaystyle P=I*U} ist und Strom {\displaystyle I} und Spannung {\displaystyle U} beide mit {\displaystyle |H(\omega )|} multipliziert werden. Somit {\displaystyle |H(\omega )|*I*|H(\omega )|*U}={\displaystyle |H(\omega )|^{2}*I*U}.
Das Autoleistungsspektrum kann dargestellt werden als einseitiges Spektrum {\displaystyle G_{XX}(f)} mit {\displaystyle f\geq 0}. Dann gilt:
{\displaystyle G_{XX}=S_{XX}(f)\quad \mathrm {f{\ddot {u}}r} \quad f=0}
und
{\displaystyle G_{XX}=2S_{XX}(f)\quad \mathrm {f{\ddot {u}}r} \quad f>0\,.}
Berechnungsmethoden beschränken sich üblicherweise auf bandbeschränkte Signale (Signale, deren LDS für große Frequenzen verschwindet), die eine diskrete Darstellung erlauben (Nyquist-Shannon-Abtasttheorem). Erwartungstreue, konsistente Schätzwerte bandbegrenzter Signale, die auf einer Modifizierung des Periodogramms beruhen, sind z. B. die Welch-Methode oder Bartlett-Methode. Schätzungen auf Basis der Autokorrelationsfunktion heißen Korrelogramm-Verfahren, beispielsweise die Blackmann-Tukey-Schätzung.

## Anwendung und Einheiten
Die Kenntnis und Analyse der spektralen Leistungsdichte von Nutzsignal und Rauschen ist wesentlich zur Bestimmung des Signal-Rausch-Verhältnisses und zur Optimierung entsprechender Filter zur Rauschunterdrückung, zum Beispiel im Bildrauschen. Das Autoleistungsspektrum kann für Aussagen über den Frequenzgehalt der analysierten Signale herangezogen werden.
Spektralanalysatoren untersuchen die Spannung von Signalen. Für die Anzeige in Leistung ist die Angabe des Abschlusswiderstandes erforderlich. Mittels Spektralanalysatoren lässt sich aber die Spektralleistung nicht in einem infinitesimalen Frequenzband bestimmen, sondern nur in einem Frequenzintervall endlicher Länge. Die so erhaltene spektrale Darstellung heißt Mean-Square-Spektrum (MSS) und ihre Wurzel RMS-Spektrum (engl. Root-Mean-Square).
Die Länge des Frequenzintervalls ist stets mit angegeben und heißt Auflösebandbreite (engl. Resolution Bandwidth, kurz RBW oder BW) in der Einheit Hz. Die Umrechnung in Dezibel lautet, wie für Leistungsangaben standardisiert:
{\displaystyle {\text{MSS}}_{dB}=10\log _{10}({\text{MSS}})},
während die Umrechnung für RMS lautet:
{\displaystyle {\text{RMS}}_{dB}=20\log _{10}({\text{RMS}})}
Damit sind die beiden Anzeigen in Dezibel zahlenmäßig identisch.
Als Einheiten werden  u. a. verwendet:
- dBm
- dBV
- RMS-[V]
- PK-[V] (von engl. peak).

Die Angaben beziehen sich stets auf die verwendete Auflösebandbreite in Hertz. Beispielsweise erzeugt ein Sinussignal mit einem Spannungsverlauf von {\displaystyle f(t)=10\sin(\omega t)} V an einem Abschlusswiderstand von 50 Ohm eine effektive Spannung von 30 dBm oder 16,9897 dBV oder 7,0711 V (RMS) oder 10 V (PK) für jede Auflösebandbreite.

## Beispiele

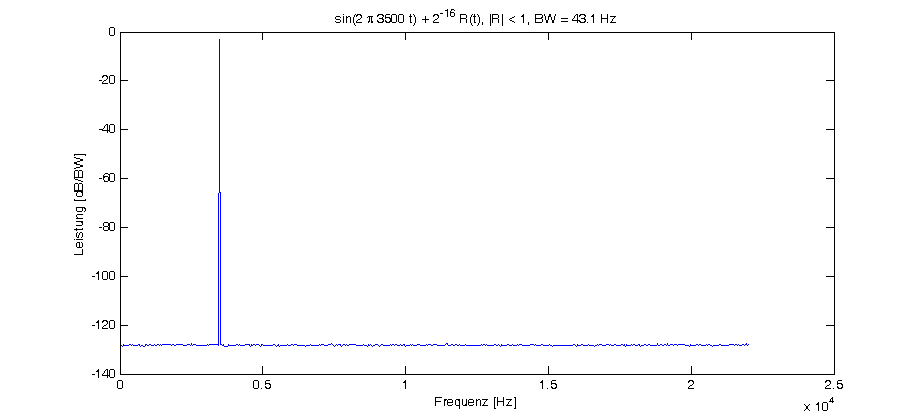
LDS eines monofrequenten Signals mit Quantisierungsrauschen

- Wenn die Korrelationsfunktion eine Delta-Distribution ist, spricht man von weißem Rauschen, in diesem Fall ist {\displaystyle S_{XX}(\omega )} konstant.
- Für das thermische Rauschen, genauer für die spektrale Rauschleistungsdichte, gilt: N0 = kB · T. Bei 27 °C beträgt es 4·10−21 J = 4·10−21 W/Hz = −204 dBW/Hz = −174 dBm/Hz
- Im Bild rechts ist ein MSS der Funktion {\displaystyle f(t)=\sin(2\pi 3500t)+2^{-16}R(t)} mit einem gleichverteilten Rauschprozess (Quantisierungsrauschen) {\displaystyle |R(t)|\leq 1} bei einer Abtastrate von 44.100 Hz und einer Auflösebandbreite von BW = 43,1 Hz (resultierend aus 44100 Hz / 1024 FFT-Punkte) zu sehen, wie es beispielsweise von einer CD kommen könnte. Die Spitze bei etwa −3 dB repräsentiert das Sinussignal auf dem Rauschgrund bei etwa −128 dB. Da die Leistungsangaben sich auf die Auflösebandbreite beziehen, kann man das SNR zu {\displaystyle -3-(-128+10\log _{10}(22050/{\text{BW}}))=97{,}9\,\mathrm {dB} } ablesen (beachte das Logarithmusgesetz, das Multiplikationen in Additionen transformiert). Das aus dem Bild abgelesene SNR kommt damit dem theoretisch erwarteten von {\displaystyle 10\log _{10}(1^{2}/2)-10\log _{10}((2^{-16})^{2}/3)=98{,}0905\,\mathrm {dB} } recht nahe.